# Mandoli, National Capital Territory of Delhi
Mandoli är en ort i den nordöstra delen av det indiska unionsterritoriet National Capital Territory of Delhi. Den är belägen i distriktet North East och hade 120 417 invånare vid folkräkningen 2011. Mandoli administreras av Delhi Municipal Corporation men är belägen utanför centrala Delhi och räknas som en så kallad census town.